# (36344) 2000 NP19
2000 NP19 (asteroide 36344) é um asteroide da cintura principal. Possui uma excentricidade de 0.17211860 e uma inclinação de 5.90503º.
Este asteroide foi descoberto no dia 5 de julho de 2000 por LONEOS em Anderson Mesa.